# 里見郷
里見郷（さとみのさと）は、群馬県内の烏川流域の古称である。旧榛名町の烏川南岸、旧里見村 (群馬県)がこれに該当する。現在の高崎市榛名支所の上里見町・中里見町・下里見町・上大島町に相当する。
贈鎮守府将軍・新田義重の庶長子・新田義俊（里見太郎）が上野国碓氷郡里見郷に移り、その地の名を苗字としたとの伝承もある。

## 地理
- 山岳：石尊山
- 河川：烏川

## 「里見郷」の由来
「里見村誌」によれば、「里見郷」の由来と伝承されているものは二つあるとしている。
- 景行天皇26年頃（97年）、東国平定を終えて、日本武尊一行が吾嬬山から峰づたいに密林地帯を幾日も困難を極めた征旅を続け、今の里見連山の峰づたいに差し掛かった時、人家や田畑をはるか東方に見えたので思わず「小里見えたり」と一行大いに喜んだ。これを伝え聞いた里人は里を「里見」と称するようになった。
- 豊城入彦命の子孫に「佐太の臣」と称する人があって、この地に居を構えた。その名「サタノオミ」が段々変って「サトミ」となった。

しかし、両説とも伝承の域を超えず、はっきりしない。おそらく「里見郷」の由来は、中世この地の地頭職であった里見氏から名づけられたものであるともいえるし、また里見に住して里見を名乗ったともいえると「里見村誌」は結論付けている。

## 歴史と伝承
- 景行天皇26年頃（97年）日本武尊一行が通りかかり「小里見えたり」という。里人はこの地を「里見」と称するようになったと伝わる。
- 3世紀ごろ この頃、伝豊城入彦命の古墳が築かれる。現在の郷見神社（下里見）の裏山の古墳とされる。
- 大化元年（645年）榛名山噴火、西風強く東の方へ降灰多し、本村には少なかった。村内事情明らかでない。
- 大宝元年（701年）大宝令発布、田制、区分田等の法が施行
- 和銅4年（711年）多胡郡が建てられる（多胡碑）。多胡羊太夫の流れを組む多胡氏が上里見東間野に移り住む。同地に多胡神社が建立されるも詳細不明。
- この頃、弘法大師（空海）が間野に立ち寄り水を貰う。間野は高台にあるため、水汲みが大変という村民の嘆きを聞き井戸を掘る（間野の弘法井戸）
- 烏川対岸の室田村では弘法大師が所望する芋を渡すのを惜しんだため、付近の芋が法力で食べられなくなる（石芋伝承）
- 延暦17年（798年）最澄、春名山を開く。
- 9世紀頃 中里見原の里見廃寺が建てられるが、文献に残っておらず詳細不明。
- 治安3年（1023年）比叡山の明慶上人春名山より降り、草庵（光明寺）を開く（光明寺縁起）
- 保延3年（1137年）里見義俊生まれる。碓氷郡里見郷に住す。
- 保元元年（1156年）里見義俊、里見郷に城地を定め館を構える。
- 建久3年（1192年）里見義俊の子、里見義成が里見城を築く。
- 嘉元元年（1303年）里見小五郎（新田義貞）生まれる。
- 元弘3年（1333年）5月 新田義貞、義兵を挙げる。里見氏当主・里見義胤、義貞に従い参戦する。5月21日鎌倉陥落。大きな功績があった義胤は戦後越後国の守護代に任ぜられる。
- 建武2年（1335年）義貞、足利氏と戦う。里見氏は南朝 (日本)側に立ち参戦、各地を転戦するが宗家の没落に伴い、一族が離反していったと伝えられる。足利尊氏に認められた上杉憲房が上野国守護となる。
- 延元3年（1338年）義貞、藤島に戦死する。
- 天授3年（1377年）下里見村、箕輪城主上野長野氏に属する。
- 嘉吉元年（1441年）里見城代十一代里見義実安房国の白浜（現在の南房総市）に移る。
- 永禄3年（1560年）武田氏上州侵攻
- 永禄6年（1563年）諏訪神社建立、その後、各村に分社する。
- 天正10年（1582年）この年武田氏滅亡、滝川一益の配下となるが10月本能寺の変で北条氏領となる。
- 天正18年（1590年）上大島村、箕輪城主井伊直政の領地となる。中里見村、下里見村は、板鼻藩里見義成の領地となる。
- 慶長3年（1598年） 箕輪藩主井伊直政高崎城へ移る。
- 慶長8年（1603年）井伊直政の領地となる。
- 慶長17年（1612年）上里見村天領代官黒田忠兵衛が就任する。
- 元和5年（1619年）前橋藩の領地となる。
- 寛永6年（1629年）神山普門寺設立
- 寛永9年（1632年）郷見神社の元、月読神社勧進
- 慶安3年（1650年）浅間山噴火する。
- 承応2年（1653年）常福寺（上里見村）中興
- 寛文4年（1664年）春日神社創立
- 寛保2年（1742年）烏川大水害。上里見上神の阿弥陀堂の住誉上人が「烏川満水し家屋敷人馬等溺水流れ古来知る人無し田畑山谷著しく損亡し其の数を知らず」と書き残す。
- 延享3年（1746年）上里見に神山駅（宿）開駅、神山市（三、八日）はじまる。
- 寛延元年（1748年）松平忠恒が移封され上里見藩が置かれる。居館は上里見城（神山陣屋、上里見陣屋とも）約20年間、上里見神山三町が城下町として整備される。
- 天明3年（1783年）浅間山大噴火、その後天明8年頃まで飢饉となる。
- 天明7年（1787年）飢餓と共に疫病も流行し大きな被害を蒙る。
- 文化元年（1804年）中仙道の裏街道として神山宿場が繁盛する。
- 明治2年（1869年）全村高崎県となる。
- 明治4年（1871年）全村群馬県となる。名主が戸長となる。
- 明治6年（1873年）全村熊谷県となる。神山郵便取扱所創設される。
- 明治9年（1876年）全村群馬県となる。
- 明治11年（1878年）里見城址の碑建設される。
- 明治17年（1884年）三里見連合戸長役場設置される。
- 明治19年（1886年）神山郵便取扱所廃止される。室田郵便局設置される。
- 明治22年（1889年）4月1日 町村制施行により、上里見村、中里見村、下里見村、上大島村が合併し碓氷郡里見村が成立する。

以下、里見村の歴史は、里見村 (群馬県)の項

## 神社仏閣
- 春日神社 (高崎市)
- 浅間神社
- 郷見神社
- 満行神社
- 光明寺
- 常福寺
- 泉福寺
- 東光寺

## 奇祭
- 八坂神社祭

上里見神山上町天王耕地に祀ってあった八坂神社で、祭神は、素戔嗚尊（スサノオ）で荒神である。
この祭りの日に樽神輿を造り、素戔嗚尊の化身となった十二歳から十五歳位の少年が全裸で町中を神輿をかつぎ巡り、大いに暴れまわって、仕舞いに烏川の難慶淵へかつぎ込み禊をする祭り行事があった。村人は素戔嗚尊の乱暴を止めてはならないという掟であったという。
明治8年に作られた八坂神社の幟があるので、その頃盛んに行なわれたようである。
- 百八燈

上里見神山上町北裏の浄土山の本堂に、毎年8月16日の夜（盆の16日）百八の燈明を掲げ、祈祷をする行事で仏事である、雛壇の様に数段を作り、皿に灯油を入れ灯心を浸してこれに火を付けるので百八の燈明が一斉に輝く様は荘厳である。これは、祖先の霊に功徳を与え、己の百八煩悩を消滅し、村の豊作を祈願する祈祷と言われている。
ただし、翌朝まで火を絶やしてしまうことがあると、村に災害が起こるという口伝もあるため、村人は交代で寝ずの番をしたという。

## 遺跡遺物と文化財
- 古墳 中里見町から丘陵地帯に60あまり点在する。
- 里見城址（里見村大字下里見小字古城） 新田義貞を輩出した新田氏の流れを汲む里見義俊が居を構えた。
- 雉郷城址（城山） 大字中里見緒の毛山頂 箕輪城上野長野氏に属し、永禄年間に武田信玄の上州攻略により激しく戦ったが落城、以後廃城となった。
- 上里見城址（神山陣屋） 寛延元年（1748年）8月から明和4年（1767年）閏9月28日まで上里見藩が置かれた。
- 廃寺址（以下、四寺）
- 安養寺（現上大島公会堂） 新義真言宗。本尊は阿弥陀如来。明治23年の夏落雷により出火全焼した。
- 万福寺（下里見字宮谷戸） 天台宗で光明寺末寺。本尊は大日如来。
- 竜門寺（上里見神山町南裏）上里見藩城主の菩提寺であったという。黄檗宗。本尊は観世音菩薩。
- 普門寺（上里見神山上町北裏） 示現山観音院普門寺という。天台宗で本尊は観世音菩薩。創立寛永6年（1629年）1月30日
- 伊勢山の屋敷跡（上里見字伊勢山1583番地） 現状は畑。「伊勢山城址」とも呼ばれるが詳細不明。面積は約1000坪で、城跡とも常福寺が移転する前にあった場所とも言われているが、街道を下に見る位置で豪族の住居跡ともいわれている。
- 神山三町の屋台 伝承では、寛延元年（1748年）上里見藩が上里見神山三町に置かれ、城下町になったお祝いで山車（だし）を出すようになったのが起源であるという。山車は各町1台で計三台ある。
- 中里見獅子舞 大干ばつの年、榛名神社（榛名大権現とも）に舞を奉納し雨乞すれば、村に帰りつく前に雨が振る霊験を顕したとされる。
- 雨獅子（上神蕨平）この獅子舞を舞うとき、いつも途中から雨が降ることに由来するとされる。

## 伝説
- 伝豊城入彦命の古墳
- 豊城入彦命が、病を得て薨去されるや、崇神天皇はいたくその死を悲しまれ、せめてその遺体だけでも都へ運び、天皇の側近に葬りたいものと考えられて都から多数の人を遣わせて、命の遺体を都へ運ばした。
- 上野の人民は、この地方開拓の恩人であり、威徳の高い命の遺体をこの地に葬り、長く懇ろにその霊を弔いたいと懇願したが、この切なる願いも入れられず、遺体は都へ運ばれていくので、ついに堪りかねた民衆は遺体を碓氷峠で奪い返し、本街道よりそれ、しかも朝日差し夕日輝く丘を選んで葬った。その地が里見郷の郷見神社裏山の古墳であるとするものである。
- 新田義貞生誕の地

伝承では、新田義貞は里見氏五世忠義の子として生まれた。生まれた年は不明であるが正応元年（1288年）の間と推定されている。幼名を里見小五郎といったが宗家新田朝氏に子がなかったので、その養子となり小太郎義貞と改名したといわれている（「上野志」「新田正伝記」より）
この伝承を元に明治23年8月、里見水戸之介が全国から浄財をつのり、光明寺（中里見）境内に「新田公旧里碑」を建設している。